# Passalus pugionatus
Passalus pugionatus (лат.) — вид сахарных жуков рода Passalus из семейства пассалиды (Passalidae). Неотропика (Боливия, Венесуэла, Колумбия, Перу). Длина 2—3 см. Отличается следующими признаками: центральный бугорок не сросшийся с медианной частью головы, острый, не вогнутый на вершине и не сулькатный у основания; плечи голые (у близкого вида Passalus inca плечи опушены, а центральный бугорок сулькатный у основания). Вторичные медиально-фронтальные бугорки отсутствуют или рудиментарны (группа «Petrejus»); гипостомальный отросток без матовой бороздки над вершиной (подрод Passalus). Максилла с лациниями, двузубчатыми в апикальной трети. Медиобазальный участок ментума выступающий. Простернеллум ромбовидный.